# 川越市立川越第一中学校
川越市立川越第一中学校（かわごえしりつ かわごえだいいちちゅうがっこう）は、埼玉県川越市小仙波町5丁目にある公立中学校。

## 沿革
- 1947年[1]
  - 4月1日 - 川越市立川越第一中学校創設（川越市立川越第一小学校と校舎併用）
  - 5月12日 - 開校式挙行。この日が開校記念日となる。
- 1951年10月1日 - 新校舎に移転。（小仙波町5丁目6番地）
- 1957年5月10日 - 校歌制定。（作詞：下山つとむ、作曲：仲喜子[2]）[3]
- 1960年3月15日 - 校旗制定。
- 1967年9月30日 - 体育館竣工。
- 1973年8月4日 - プール竣工。

## 教育目標
- 自主
- 練磨
- 敬愛[4]

## 部活動
2025年3月現在

### 運動部
- 野球部
- サッカー部
- バスケットボール部（男女）
- ソフトテニス部（男女）
- 卓球部（男女）
- 陸上部
- 剣道部
- ソフトボール部（女子）
- バレーボール部（女子）

### 文化部
- 吹奏楽部
- 科学部
- 美術・文化総合部

### 過去
- 合唱部（2017年度限りで廃部）
- バドミントン部

## 卒業生
- 中野清 - 政治家
- 川合善明 - 政治家
- 鏡武 - 外交官
- 中野英幸 - 政治家